# 花井孝久
花井 孝久（はない たかひさ、1911年5月13日 - 1999年1月30日）は日本の実業家。元大正海上火災保険（現三井住友海上火災保険）社長。愛知県出身。

## 略歴
- 1911年 - 出生
- 1934年 - 明治大学商学部卒業
- 1934年 - 大正海上火災保険入社
- 1958年 - 同社神戸支店長に就任
- 1960年 - 同社取締役に就任
- 1964年 - 同社常務に就任
- 1967年 - 同社専務に就任
- 1968年 - 同社社長に就任
- 1972年 - 同社相談役に就任
- 1973年 - 藍綬褒章を受賞
- 1999年1月30日 - 急性肺炎で死去[1]。87歳没。